# Černyševsk
Černyševsk (rusky Чернышевск) je sídlo městského typu v Zabajkalském kraji v Ruské federaci. Při sčítání lidu v roce 2010 měl přes třináct tisíc obyvatel.

## Poloha
Černyševsk leží u Kuengy, pravého přítoku Šilky v povodí Amuru, u místa, kde do ní ústí Aleur. Od Čity, správního střediska kraje, je vzdálen přibližně 300 kilometrů.

## Dějiny
V roce 1938 se zdejší sídlo stalo sídlem městského typu imeni Kaganoviče, tedy pojmenovaným k poctě Lazara Mojsejeviče Kaganoviče, tehdejšího sovětského politika, blízkého spolupracovníka Josifa Vissarionoviče Stalina.
V roce 1956, v rámci destalinizace, bylo sídlo přejmenováno na Černyševsk k poctě spisovatele Nikolaje Gavriloviče Černyševského, který strávil léta ve vyhnanství na Sibiři.